# Nui
Nui is een van de eilanden behorende bij de onafhankelijke eilandstaat Tuvalu. Op het eiland wordt het Kiribatisch gesproken, zij het in het Nuiaanse dialect.

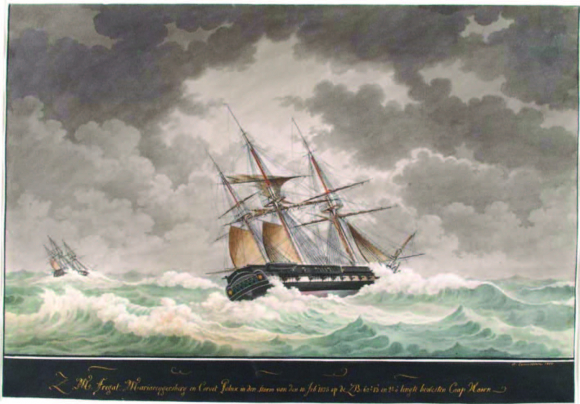
Het fregat Maria Reigersbergen en corvette Pollux in stormachtig weer ten westen van Kaap Hoorn op 10 februari 1825

Dit eiland werd pas op 14 juni 1825 ontdekt door de Nederlandse oorlogsschepen Maria Reigersbergen en Pollux, die bezig waren een reis om de wereld te maken. Waarschijnlijk is het in 1567 al ontdekt door Alvaro de Mendaña, die het de naam Isla de Jesus gaf, maar Alvaro maakte geen melding van een betrouwbare plaatsbepaling. Dat deden de commandanten van genoemde Nederlandse schepen, de heren Coertzen en Eeg, wel. Zij noemden het eiland Nederlandsch Eiland en namen het in bezit voor Koning Willem I met 7 kanonschoten en een extra oorlam voor de bemanning.

## Sport
Nui heeft één voetbalteam, Nui. Het atol huisvest daarnaast ook een rugbyclub.
Eilanden:
Nanumanga ·
Niulakita ·
Niutao
Atollen:
Funafuti ·
Nanumea ·
Nui ·
Nukufetau ·
Nukulaelae ·
Vaitupu